# Sabinylacetat
Sabinylacetat ist organische Verbindung und ein natürlich vorkommendes Terpenoid. Chemisch handelt es sich um den Ester aus Essigsäure und Sabinol.

## Vorkommen

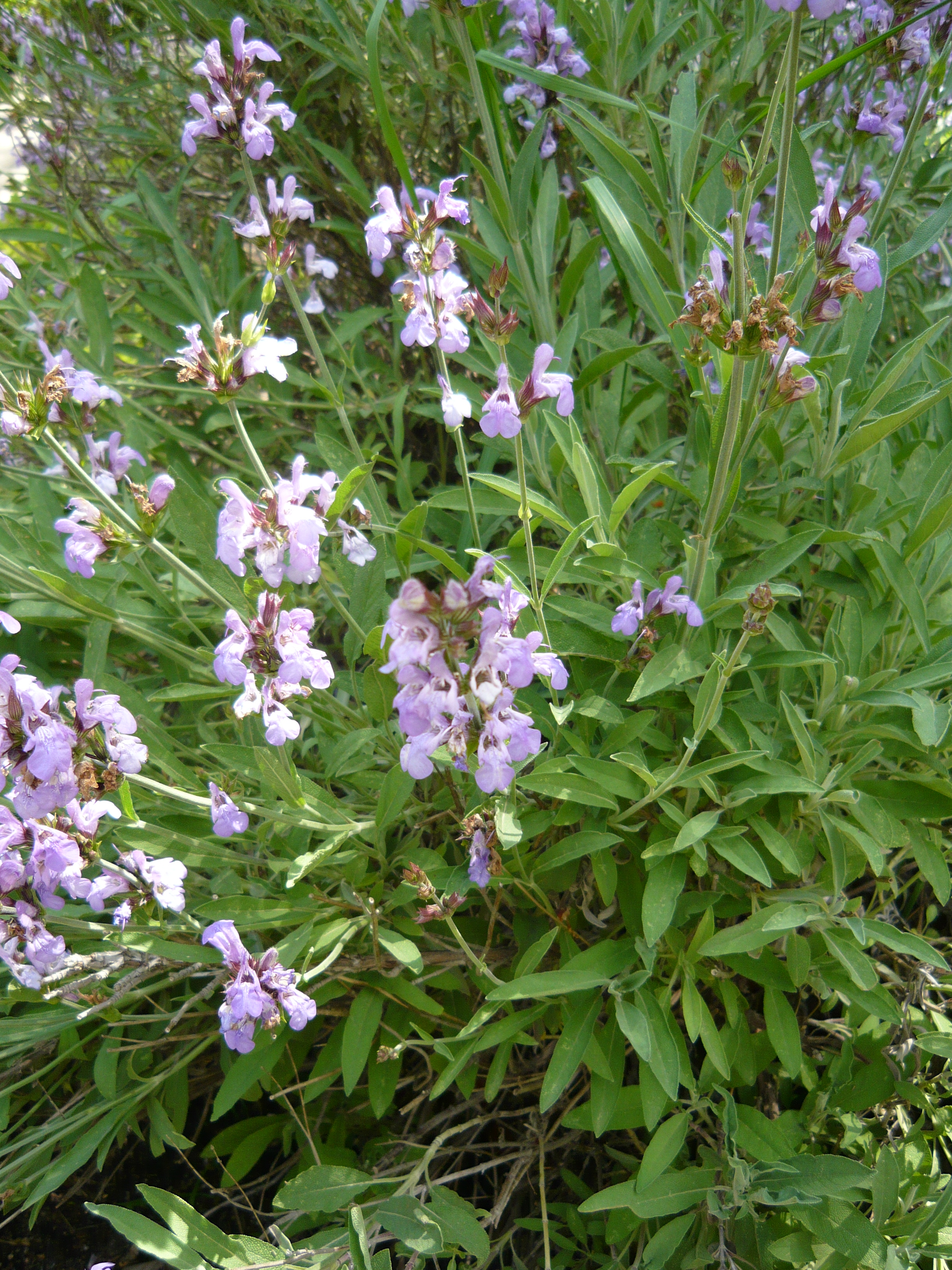
Lavendelblättriger Salbei

Sabinylacetat kommt in verschiedenen ätherischen Ölen vor, beispielsweise aus Lavendelblättrigem Salbei, wo es einen sehr variablen Anteil von 0,1 % bis 24 % ausmachen kann. Im Öl des Sadebaums kann es 50 % ausmachen. Außerdem kommt es im Öl des Harfenstrauchs (Plecthranthus fruticosus) vor. Auch in den Ölen aus Achillea falcata (Gattung Schafgarben) und Wermut (Artemisia absinthum) kommt trans-Sabinylacetat vor.

## Herstellung
Sabinylacetat kann durch Veresterung von Sabinol mit Essigsäure in Gegenwart von Dicychlohexylcarbodiimid und Dimethylaminopyridin hergestellt werden.